# Silje Storstein
Silje Storstein, née le 30 mars 1984 à Oslo, est une actrice de cinéma, de séries télévisées, de théâtre et scénariste norvégienne.

## Filmographie

### Comme actrice
- 1999 : Sophie's World : Sofie Amundsen / Hilde Møller Knag
- 2000 : Sofies verden (mini-série) : Sofie Amundsen / Hilde Møller Knag (8 épisodes)
- 2001 : Fox Grønland (série télévisée) : Susanne
- 2004 : The Color of Milk : Christennsen
- 2004 : Trond Anders skal dævve (court métrage) : Kaja
- 2007 : Mars & Venus
- 2009 : Upperdog : la fille du magasin
- 2012 : Erobreren (mini-série) : Rakel jeune (3 épisodes)
- 2014 : Struggle for Life (série télévisée)
- 2015 : Homesick : Marte
- 2016 : Afterparty : Silje
- 2017 : Demon Box : Amalie
- 2015-2018 : Unge lovende (série télévisée) : Thale (5 épisodes)
- 2018 : Kielergata (série télévisée) : Vigdis (8 épisodes)
- 2020 : Bloodride (série télévisée) : Helene

### Comme scénariste
- 2016 : Afterparty
- 2017 : Demon Box